# تشارلز غولدزبوروغ
تشارلز غولدزبوروغ هو محامي وسياسي أمريكي، ولد في 15 يوليو 1765 في مقاطعة دورشيستر في الولايات المتحدة، وتوفي في 13 ديسمبر 1834. نشط حزبياً في الحزب الفيدرالي الأمريكي. وقد انتخب حاكم ماريلاند ‏ (8 يناير 1819 – 20 ديسمبر 1819) وانتخب عضو مجلس النواب الأمريكي ‏.